# Marjorie Foster
Marjorie Elaine Foster (Hampstead, 20 de junio de 1893-Woking, 30 de marzo de 1974) fue una tiradora de rifle y avicultora británica. En 1930 se convirtió en la primera mujer en ganar el prestigioso King's Prize de tiro.

## Biografía
Nació en Hampstead en 1893 y cuando tenía ocho años su padre la animó a unirse a un club de tiro. Su padre, Lancelot Henry William Foster, fabricaba sifones y su madre era Mary Aldridge (nacida Leetham). Más tarde recordó que sus padres la habían animado a dejar de disparar a los catorce años para que pudiera concentrarse en sus estudios escolares.
Cuando comenzó la Primera Guerra Mundial, trabajaba como escultora. Se unió a la Legión de Mujeres Conductoras de Automóviles, donde actuó como instructora de manejo y conductora de ambulancia. Conoció a Blanche Badcock, una conductora del Cuerpo de Servicio del Ejército, y después de la guerra montaron juntas una granja avícola y una casa. Alrededor de 1925, visitó Bisley, donde conoció a George Fulton, el ganador del Queen's Prize de 1888, quien era dueño de una armería en el sitio. Fulton la animó a volver a disparar y le prestó un rifle.
Fue una de las primeras mujeres en competir en eventos de tiro mixtos. En octubre de 1925, convenció a Badcock para que practicara este deporte, y ambas se unieron al South London Rifle Club en Bisley, el único que aceptaba mujeres. Foster ganó el campeonato del club cuatro veces. La competición de tiro más prestigiosa era el King's Prize, un evento anual que ganaba cada año desde 1860 un hombre que era o había sido miembro de las fuerzas armadas. Blanche Badcock había sido la primera mujer en competir en ella en 1926; Foster hizo su primera entrada en 1929. En 1929, se convirtió en la primera persona en obtener una puntuación perfecta en los nuevos objetivos Bisley, que tenían objetivos más pequeños que los utilizados anteriormente.
El 19 de julio de 1930, se convirtió en la primera mujer en ganar el Sovereign's Prize. En total, 861 hombres y 4 mujeres participaron en la competición de ese año; Foster se convirtió en la primera mujer en calificar para la tercera y última etapa de la competición. La final se disputó entre los cien mejores competidores: Foster había quedado en cuarto lugar en la segunda etapa y en primer lugar, empatado con seis tiradores masculinos, en la primera. En la final, obtuvo 280 puntos, por delante del teniente Eccles de los Seaforth Highlanders, que obtuvo 279: ganó la competición en el tiro final, anotando una diana (que valía cinco puntos) frente al exterior de Eccles, que valía dos. Durante la misma Imperial Meeting, quedó en segundo lugar en el concurso del Jarrón de San Jorge, perdiendo por un solo punto.
Por la victoria de su rey, Foster recibió £250 (equivalente a £16815 actualmente) en premios en metálico, una medalla de oro y un telegrama personal del Rey. Siguiendo la tradición, fue «sillada» fuera del campo de tiro en una silla de manos llevada por los espectadores, mientras la escena era filmada por Pathé News. La devolvieron a Frimley en su camión de bomberos y recorrieron la ciudad. Los habitantes de Frimley le regalaron un coche pagado mediante suscripción pública.
La reacción pública a su victoria fue muy entusiasta. The Daily Telegraph calificó la victoria como «un acontecimiento que hizo época», mientras que Equal Rights, la revista del Partido Nacional de la Mujer de Estados Unidos, declaró que había «afirmado la superioridad de la mujer sobre los mejores tiradores del Imperio». También recibió un telegrama de felicitación de Jorge V, calificando su éxito como «un logro maravilloso en la historia del tiro con rifle [que] será universalmente aclamado». Su victoria recibió una cobertura de prensa sustancialmente mayor que la de los ganadores masculinos anteriores, lo que los historiadores deportivos Mike Huggins y Jack Williams atribuyen a la rareza en ese momento de que las mujeres ganaran en deportes dominados por hombres como el tiro.
Durante la Segunda Guerra Mundial, sirvió como conductora, instructora de tiro y enfermera, y fue nombrada MBE por su servicio. Desde el verano de 1940, fue una de las mujeres que hicieron campaña sin éxito para que se permitiera a las mujeres unirse a los Voluntarios de Defensa Local y a la Guardia Nacional. En respuesta a su rechazo por parte de los VDL, se convirtió en miembro fundador de las Amazonas, una organización de mujeres que hizo campaña contra la decisión y entrenó a mujeres en tiro y habilidades militares.
Jugó representando una sola vez a Gran Bretaña, disparando en el partido internacional de Kolapore de 1949;
Fue abstemia toda su vida, aunque anunció que se permitiría una copa de champán para celebrar su victoria en el King's. Era conocida por su atuendo de tiro, un traje típicamente masculino compuesto por un abrigo de tweed, pantalones, pelo corto y una boina. Badcock murió en 1957; Foster dejó la granja y se mudó a un bungaló en los terrenos de Bisley Camp. Su salud se deterioró, probablemente debido a la enfermedad de Alzheimer, en 1970, y murió en el Hospital Brookwood cerca de Woking el 30 de marzo de 1974. Su condición de única mujer en ganar el Premio Soberano duró hasta 2000, cuando lo ganó Joanne Hossack.